# Ferme de la Perrière
La ferme de la Perrière est une ferme située en France sur la commune de Crouy, dans le département de l'Aisne en région Hauts-de-France.
Elle est inscrite au titre des monuments historiques depuis le 10 janvier 1928.

## Localisation
La ferme est située sur la route de Laon au nord-ouest sur la commune de Crouy , dans le département français de l'Aisne.

## Historique
Selon Salch, les vestiges seraient ceux d'un prieuré fortifié peut être du XVe siècle,.
Durant le siège de Soissons, pendant la guerre de 1870, la ferme fut occupée par un escadron de cuirassiers blancs prussiens, afin de surveiller les routes de Chauny et de Laon.
La ferme de la Perrière était située sur la ligne de front du chemin des Dames durant la Première Guerre mondiale,.

## Description
Il ne subsiste de l'édifice qu'un double portail flanqué d'une tour cylindrique.